# Syndroom van Zollinger-Ellison
Het syndroom van Zollinger-Ellison  is een stoornis waarbij toegenomen hoeveelheden van het hormoon gastrine worden geproduceerd. De oorzaak is vaak een gastrineproducerende tumor (gastrinoom) van het duodenum of het pancreas. Dit gastrine fungeert als een paracrien hormoon dat aan het bloed wordt afgegeven. De overmaat aan circulerend gastrine zorgt ervoor dat de maag excessieve hoeveelheden maagzuur aanmaakt wat weer kan leiden tot het ontwikkelen van maagulcera. Deze maagzweren worden gezien in ongeveer 95% van de aangedane patiënten.

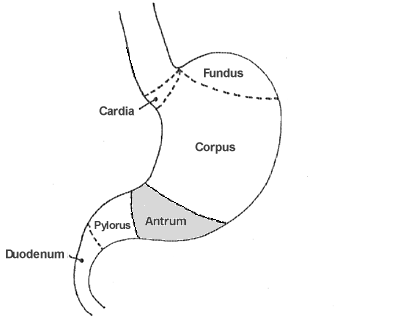
Zones van de maag. De G-cellen bevinden zich grotendeels in het antrum. Daarnaast komt 20% van het totale aantal G-cellen voor in het duodenum. Bij een gastrinoom werken deze cellen normaal. De aandoening bevindt zich elders, bijvoorbeeld in het pancreas waar een gastrinesecernerende tumor bestaat.

De G-cellen in de maag hebben uitstulpingen die vili genaamd worden. Deze vili detecteren bepaalde stoffen zoals peptiden in de maag. Deze stoffen worden secretagogen genoemd omdat ze de G-cellen aanzetten tot gastrineproductie. Dit gastrine heeft een tweevoudige werking op de pariëtale cellen die maagzuur secerneren. Gastrine zet deze cellen rechtstreeks aan tot het produceren van grotere hoeveelheden maagzuur. Deze invloed verloopt direct. Daarnaast worden ook de enterochromaffiene-achtige cellen (ECL-cellen) gestimuleerd door gastrine. Deze ECL-cellen geven histamine vrij dat de pariëtaalcellen eveneens aanzet tot het produceren van maagzuur. Daarnaast fungeert gastrine ook als trofische factor voor de pariëtaalcellen. Dit betekent dat er een toename plaatsvindt van deze cellen onder invloed van gastrine. Naast een toename van zuursecernerende cellen zet gastrine de pariëtaalcellen bovendien aan tot het secerneren van meer zuur. De toegenomen zuurtegraad in de maag draagt bij aan de ontwikkeling van ulcera in de maag en het duodenum.
Bij patiënten met het syndroom van Zollinger-Ellison wordt er veel zuur geproduceerd tussen de maaltijden, wanneer de gastrine- en zuursecretie normaliter laag is. De gastrinesecretie bij een gastrinoom is immers onafhankelijk van de maaginhoud. Er wordt met andere woorden steeds gastrine afgegeven aan de systemische circulatie. De secretie van gastrine tijdens de maaltijd blijft echter onveranderd omdat de G-cellen nog steeds werkzaam zijn.
Patiënten met het syndroom van Zollinger-Ellison kunnen abdominale pijn en diarree ondervinden. De diagnose is eveneens waarschijnlijk bij patiënten zonder deze symptomen maar met ernstige, therapieresistente ulcera van de maag en het duodenum.
Een gastrinoom kan zich presenteren als een enkelvoudige tumor of als meervoudige kleine tumoren. Ongeveer de helft tot twee derde van de enkelvoudige gastrinomen zijn maligne. Deze maligne tumoren zaaien bij voorkeur uit naar de lever en de lymfeknopen nabij het pancreas en de dunne darm. De aard van deze metastasen bepaalt eveneens de prognose van de ziekte. Metastasering naar de lever draagt bij tot een significant verkorte levensduur, bij progressieve tumorgroei volgt in het gros van de gevallen leverfalen binnen de 10 jaar.

## Symptomen
- epigastrische pijn (maagpijn)
- bloedbraken (zelden)
- ulcera (vaak op ongewone plaatsen zoals het jejunum)
- diarree (in meer dan 50% van de gevallen)
- steatorroe

## Diagnose
- secretine stimulatie test: hierbij wordt nagegaan hoe de gastrinespiegel reageert na toediening van secretine
- gastrinewaardes tijdens vasten
- zuurtegraad van de maag

## Therapie
Protonpompremmers (zoals omeprazol) en histamine H2-receptorantagonisten (zoals ranitidine) worden gebruikt om de zuursecretie te remmen. Wanneer mogelijk dienen de tumoren chirurgisch verwijderd of met chemotherapie behandeld te worden.

## Geschiedenis
Het syndroom werd voor het eerst beschreven in 1955 door Robert M. Zollinger en Edwin H. Ellison.